# ルオ族
ルオ族（Luo）は、ケニアを中心に、南スーダンからタンザニアにかけて居住するナイル語系諸族の一民族。言語はナイル諸語に属するルオ語を話す。人口は350万人を超えると推定されている。漁業、牧畜、農耕を行うが、現在ではかつての牧畜に代わって農耕が最も重要な産業となっている。ケニア国内ではキスムが主要な定住地として知られる。ケニア国内では、ケニア建国以来主導権を握っているキクユ族への反感が強い。

## 著名人
- ライラ・オディンガ - ケニアの政治家
- バラク・オバマ・シニア - バラク・オバマの父親
- デニス・オリエク - ケニアのサッカー選手
- ルピタ・ニョンゴ - アメリカ合衆国の女優